# Nhạc indie Budapest
Giới nhạc indie Budapest là giới nhạc indie của thành phố Budapest, Hungary ở thập niên 2000. Giới nhạc này thường được gắn liền với tên tuổi các ban nhạc như Amber Smith, The Moog, EZ Basic và We Are Rockstars.

## Lịch sử hình thành

### Khởi đầu

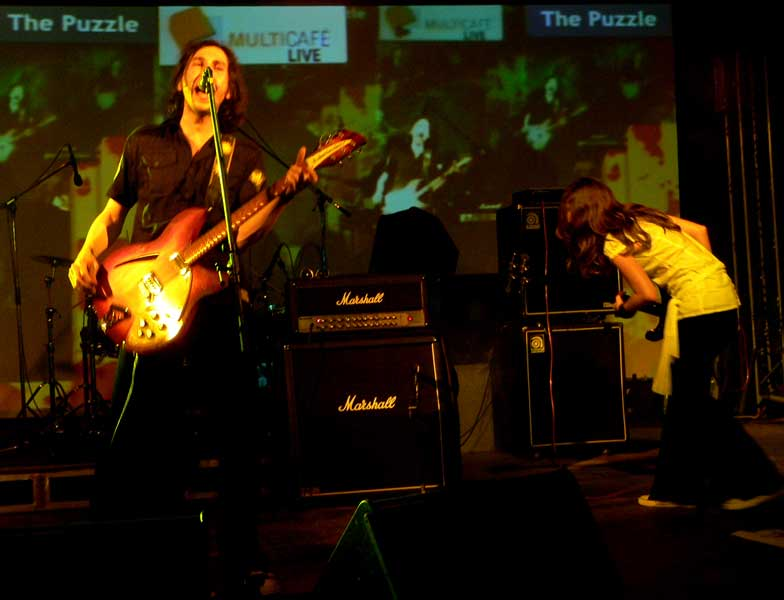
The Puzzle, một trong những lá cờ đầu của thế hệ nhạc indie Hungary.

Đầu thập niên 2000 chứng kiến sự phục hưng của giới nhạc indie trên khắp thế giới, và đương nhiên Hungary cũng chịu tác động theo. Một trong những ban nhạc Hungary đầu tiên chơi indie rock là The Puzzle đến từ Kaposvár. Họ là ban nhạc đầu tiên có một đĩa nhạc mang tên Dream Your Life được phát hành bởi một hãng đĩa quốc tế là PolyGram vào năm 2000.

### Thành công
Ngày 10 tháng 3 năm 2006, album phòng thu thứ ba của Amber Smith, RePRINT được phát hành bởi hãng thu âm Kalinkaland Records của Đức. Album gồm có bài Hello Sun đã khiến cho giới nhạc quốc tế phải chú ý đến nhóm.
Ngày 10 tháng 4 năm 2007, album phòng thu dài đầu tiên của The Moog Sold for Tomorrow được phát hành bởi hãng đĩa MuSick của người Mỹ. Ca khúc I Like You đã đem lại thành công trên thị trường quốc tế cho ban nhạc.
Ngày 18 tháng 2 năm 2008, album phòng thu thứ 4 của Amber Smith được phát hành với nhan đề Introspective. Album có chứa các bài hát như Introspective, Select All/Delete All và Coded.
Ngày 21 tháng 7 năm 2009, album phòng thu thứ hai của The Moog được phát hành với nhan đề Razzmatazz Orfeum. Đĩa đơn đầu tiên mang tên You Raised A Vampire được phát hành dưới dạng đĩa vinyl 7" có màu với bìa thiết kế bởi Gris Grimly. Đĩa 7" cũng chứa bài mặt B - bản hát lại bài kinh điển The Passion Of Lovers của Bauhaus với sự góp mặt của Bauhaus/tay bass kiêm hát chính của Love and Rockets David J; David trở thành người hâm mộ của nhóm sau khi thấy họ biểu diễn ở Hollywood, Los Angeles, California vào năm 2008. Video âm nhạc của You Raised A Vampire được ghi hình trong một tòa nhà gothic, nơi bộ phim Underworld đầu tiên được thực hiện ở Budapest, Hungary.
Thập niên 2010 chứng kiến sự nổi lên của các ban nhạc indie mới như Carbovaris and Bastiaan, dự án âm nhạc bên lề của ca sĩ nhóm The Moog, Tamás Szabó.

## Các nghệ sĩ và ban nhạc indie Hungary nổi tiếng
- Amber Smith
- Bence Bátor
- Bermuda
- Blahalouisiana
- Caesar's Bread
- Carbovaris
- Dawnstar
- Esti Kornél
- EZ Basic
- Tamás Faragó
- Fran Palermo
- Gustave Tiger
- Hangmás
- Heaven Street Seven
- Jacked
- The KOLIN
- Zoltán Kőváry
- György Ligeti
- The Moog
- Tamás Mórocz
- Panic Radio
- The Pills
- Imre Poniklo
- The Poster Boy
- The Puzzle
- The Trousers
- Supersonic
- Tamás Szabó
- Zoltán Takács
- We Are Rockstars